# Хурма низкая
Хурма низкая (лат. Diospyros humilis) — растение семейства Эбеновые (Ebenaceae), вид рода Хурма, произрастающий в Австралии (Новый Южный Уэльс, Квинсленд, Северная территория).
Оно может расти вдоль морских берегов, в лесах и кустарниковых порослях.

## Биологическое описание
Это — дерево или куст с блестящими кожистыми листьями.
Плоды ягодовидные с сочной мякотью. Они имеют овальную форму. При созревании приобретают ярко-жёлтую окраску.

## Использование
Плоды хурмы низкой съедобны. Древесина растения имеет хорошие декоративные качества.